# Yeosin-gangnim
 (кореј. 여신강림, срп. Истинска лепота) јужнокорејска је телевизијска серија продукцијске куће tvN, снимана 2020.

## Улоге
| Глумац:      | Улога:       |
| ------------ | ------------ |
| Мун Га-јонг  | Лим Ђу-кјунг |
| Ча Еун-ву    | Ли Су-хо     |
| Хванг Ин-јоп | Хан Со-ђун   |
| Пак Ју-на    | Канг Су-ђин  |